# Спутниковый кризис

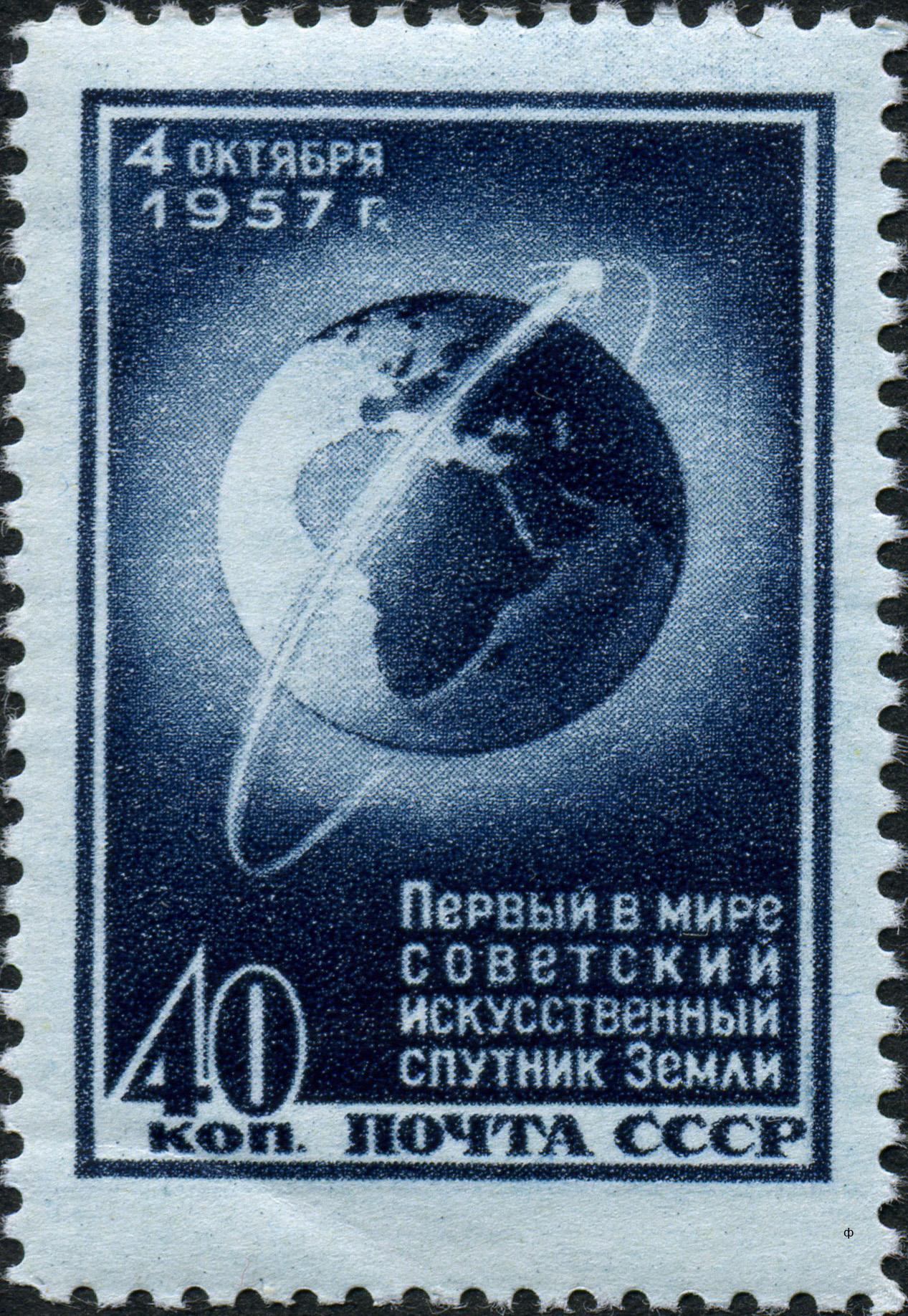
Почтовая марка, посвящённая запуску аппарата Спутник-1.

«Спутниковым кризисом» на Западе принято называть цепь событий, связанных с началом «космической гонки». 
«Кризис» начался 4 октября 1957 года, когда Советский Союз запустил в космос первый искусственный спутник Земли.

## Реакция США
Высшее руководство США было осведомлено о планах СССР по запуску первого спутника. О намерении запустить искусственный спутник Земли к Международному геофизическому году (1958 год), в ответ на аналогичную инициативу со стороны США, представители СССР заявили ещё в 1955 году. Техническую способность совершить такой запуск подтверждали снимки самолётов-шпионов U-2. Запуск советского спутника и его полёт над территорией США снимал дипломатические ограничения на реализацию секретной программы разведывательных спутников Corona (с 1959 года), предназначенных для слежения за размещением баллистических ракет СССР.
Однако американская, и в целом, западная общественность была уверена в том, что США лидируют в области ракетных технологий и исследовании космоса. Неожиданный запуск советского спутника и две неудачные попытки США запустить свой (Авангард TV3 и Авангард TV3BU) показали, что это не так. Это событие стало толчком к космической гонке.

### Последствия
15 октября 1957 года президент США Д. Эйзенхауэр пригласил 15 видных ученых-физиков, специалистов по атомной энергии и космическим проблемам и спросил у них, чем вызвано отставание США и прорыв русских в космосе. Они ответили, что важны ассигнования на фундаментальные научные исследования и на высшее образование, особенно на технические специальности. После этого в федеральном бюджете США были увеличены ассигнования на научные исследования и образование, в частности на высшее техническое, при этом были сокращены расходы на помощь малообеспеченным слоям населения, на госпитали, на строительство жилья и т. д..
«Спутниковый кризис» привёл ко многим инициативам правительства США, направленным на развитие космических исследований. Многие из них были запущены Пентагоном.
- Вычисление орбиты Спутника-1 в течение двух дней;
- Принятие Закона о подготовке кадров для национальной обороны (National Defense Education Act) в сентябре 1958 года;
- Создание в феврале 1958 года Агентства передовых оборонных исследовательских проектов — DARPA;
- Создание указом президента США Эйзенхауэра от 29 июля 1958 года Национального управления по аэронавтике и исследованию космического пространства — НАСА (NASA);
- Огромное увеличение инвестиций в космические исследования: в 1959 году Конгресс США выделил на эти цели 134 миллиона долларов, что в четыре раза превышает показатель предыдущего года. К 1968 году эта цифра достигла 500 миллионов[4];
- Разработка программы «Поларис»;
- Решение президента Д. Ф. Кеннеди ликвидировать «отставание по ракетам» путём развертывания одной тысячи ракет типа «Минитмэн».